# Roland Freisler
Roland Freisler (Celle, 30. listopada 1893. - Berlin, 3. veljače 1945.), bio je prominentni i zloglasni nacistički sudac, a ranije odvjetnik za vrijeme Weimarske Republike. Freisler je postao Hitlerov Državni tajnik Ministarstva pravosuđa i predsjednik Volksgerichtshofa (Narodni sud), koji je kao institucija bio izvan ustavnih ograničenja. U razdoblju nacizma, Freislerova karijera bila je na vrhuncu. Imao je također čin brigadira NSKK-a.
Danas je Freisler istovremeno i najpoznatiji i najozloglašeniji sudac iz razdoblja Hitlerovog režima. Kao sudac, Freisler je odgovoran za tisuće smrtnih presuda u posljednje tri godine nacističkog režima, od kojih su većina bili montirani procesi s unaprijed poznatim presudama. Najbolji primjeri njegovih metoda jesu poznati proces protiv skupine Weiße Rose (Bijela ruža), tijekom kojega je Freisler osudio na smrt Hansa i Sophie Scholl, te proces protiv upletenih u pokušaj atentata na Hitlera od 20. srpnja 1944.

## Rani život
Za razliku od većine drugih visokih dužnosnika NSDAP-a, o privatnom životu Rolanda Freislera zna se vrlo malo. Rođen je 30. listopada 1893. u mjestu Celle. Njegov otac bio je inženjer po imenu Julius Freisler, a majka Charlotte Schwertfeger bila porijeklom iz Cellea. Godine 1895., Freislerovi su dobili još jednog sina, Oswalda, koji je kasnije postao istaknuti pravnik za vrijeme nacizma.
Nakon završene osnovne škole, Freisler se školovao na Wilhelmsgymnasiumu u Kasselu, gdje je maturirao 1912. godine.
Iste godine, započeo je studij prava na Sveučilištu u Jeni, ali ga je 1914. prekinuo kako bi se pridružio 167. regimenti u Kasselu kao časnički kadet. Do 1915. stekao je čin pukovnika, ali je u listopadu iste godine pao u rusko ratno zarobljeništvo. Kraj rata Freisler je dočekao u jednom časničkom logoru u blizini Moskve. Nakon Oktobarske revolucije i Mira u Brest-Litovsku njegov je logor preuzela njemačka uprava a Freisler je postao jedan od upravitelja, iako je ta uloga ubrzo postala samo simbolična. Godine 1918. svi su časnici vraćeni u Njemačku, ali je Freisler odlučio još dvije godine ostati u Rusiji. Iako nije točno poznato što je tamo radio, pretpostavlja se da je Freisler učio ruski jezik i počeo proučavati marksizam, koji ga je zainteresirao nakon revolucije 1917. godine. Nakon raspuštanja logora, Freisler je navodno već bio uvjereni komunist. Povjesničar H. W. Koch demantirao je ove teze i tvrdio kako Freisler nikada nije bio komunist, iako je u početcima nacizma pripadao lijevom krilu NSDAP-a. Sam Freisler je oštro odbijao vezu sa omraženim neprijateljem nacizma, no nikada nije uspio odbaciti etiketu boljševika.
U Njemačku se vraća 1920. godine i nastavlja započeti studij prava u Jeni. Doktorira 1922. s disertacijom na temu "Osnove organizacije poduzeća". Freisler je 1924. u Kasselu otvorio privatni odvjetnički ured, a istovremeno je radio i kao vijećnik pokreta Völkisch-Sozialer Block, izrazito nacionalističke stranke u gradskom vijeću Kassela. Sljedeće godine, učlanio se u NSDAP.
Godine 1928., Freisler se oženio Marion Russegger s kojom je imao dva sina Haralda i Rolanda.

## Upoznavanje s nacizmom
Premda su nacisti jasno obznanili kako su oštri neprijatelji marksizma, Freisler se priključio stranci u srpnju 1925. godine. Registrirao se kao član broj 9679. Freisler je obavljao nekoliko lokalnih političkih funkcija, a bio je i zastupnik u pokrajinskom parlamentu u pruskoj pokrajini Hessen-Nassau. Istovremeno, Freisler je služio kao branitelj velikom broju članova tada rastuće stranke na procesima koji su se nerijetko vodili protiv njih. Ubrzo je postao i član SA-a, ali se nakon tzv. "Röhmovog puča" distancirao od te organizacije. Freislerov će politički utjecaj rasti s vremenom, tako da će ubrzo postati i zastupnik u Pruskome parlamentu, a na koncu i u Reichstagu.
Ipak, Freisler, unatoč svom usponu, nije bio među omiljenijim članovima stranke. Godine 1927., Karl Weinrich, Gauleiter tadašnjega nacističkog okruga Kurhessen, opisao je Freislera na vrlo nepovoljan način prilikom jednog izvještaja poslanog središnjici stranke u München:

## Freislerov početak u HitlerovomReichu
Tijekom 1932. i 1933., Freisler je postao zastupnik u pruskome Landtagu, kao i član Pruskoga državnog vijeća i ministarski direktor, da bi 1934. postao državni tajnik u Pruskom ministarstvu pravosuđa, gdje je radio do 1942. Iste godine postao je državni tajnik u Reichovom ministarstvu pravosuđa, u sklopu kojeg je djelovalo prusko ministarstvo nakon formiranja Trećeg Reicha.
Kao tajnik u Ministarstvu pravosuđa Freisler je 1938. na vrlo zanimljiv način zanemario načelo "nulla poena sine lege", što je jedna od osnova pravne države (Rechtssaat), u svezi s jednim kaznenim postupkom i pokazao gotovo kriminalnu samovolju. Načelo da "nema kazne bez zakona" predstavlja jedan od stupova organizacije svake pravne države i govori kako se neka osoba ne može kazniti za nešto, što u to vrijeme nije bilo zabranjeno zakonom (odnosno, nije spadalo pod ingerenciju kaznenog zakona te države). U tom konkretnom slučaju su braća, Walter i Max Götze, u razdoblju između 1934. i 1938. sijali strah u dijelu i okolici Berlina tako što su pomoću tzv. oružane pljačke vozila stvarali probleme na novoizgrađenim autocestama. Prilikom tih napada došlo je i do dva ubojstva za koja se, nakon hapšenja počinitelja, ispostavilo da ih je počinio isključivo Walter Götze. Tako je, nekoliko dana prije presude, bilo jasno kako će se Max Götze izvući s dugogodišnjom zatvorskom kaznom. Freisler je o tome informirao Hitlera koji je, na opće iznenađenje, samo 4 dana prije presude zahtijevao od Ministarstva pravosuđa da se pobrine da se u tom slučaju donese smrtna presuda i za Maxa. Freisler je tada žurno, u suradnji s ministrom Gürtnerom, samo u 2 dana donio novi zakon, kojim je oružana pljačka vozila proglašena zločinom za smrtnu kaznu, a koji je objavljen 22. lipnja 1938. s retroaktivnim djelovanjem. Ta tada usvojena odredba nacističkoga kaznenog zakona je nakon smanjenja i usklađivanja kazne na snazi i u današnjem zakonu SR Njemačke kao § 316a Kaznenog zakona.
Isto tako Freisler je imao veliku ulogu u reformi nacističkog Kaznenog zakona i u određivanju tzv. "Tipologije počinitelja" (Reichov Zakon o izmjenama i dopunama Kaznenog zakona, 4. rujna 1941. - RGBl I. 1941, S. 549), kod počinitelja koji su bili kandidati za smrtnu kaznu. Dana 20. siječnja 1942., Freisler je bio kao predstavnik Ministarstva pravosuđa pristupnik Konferenciji u Wannseeu, na kojoj je doneseno "Konačno rješenje židovskoga pitanja".
Iako će ubrzo nakon konferencije postati predsjednik Volksgerichtshofa, Freisler nikada nije bio ministar ili držao neki visoki politički poožaj. Premda je bio nesumnjivi pravni stručnjak, a imao je i iznimnu mentalnu agilnost i impresivnu verbalnu silu, što se poklapalo sa stegom i ideologijom stranke, zbog čega i jest postao personifikacija nacističke "krvave pravde", povjesničar Uwe Wesel navodi kako su postojala dva temeljna razloga koja su kočila njegov daljnji politički uspon. Prvo, Freisler se smatrao samotnjakom, pojedincem koji nije imao ničiju protekciju koja bi mu pomogla u usponu. Drugo, Freislerov brat Oswald kompromitirao je njegov ugled u očima nacističke elite. Naime, Oswald Freisler je, iako član NSDAP-a, sudjelovao kao branitelj u nekolicini politički relevantnih slučajeva koje su nacisti htjeli iskoristiti u svoje propagandne svrhe. To se smatralo povredom partijske stege, a u prilog mu nije išla činjenica da je partijski bedž nosio na vidom mjestu prilikom tih procesa, što je kompromitiralo stav stranke o tim procesima. Ministar propagande Joseph Goebbels navodno je ukorio Freislera i sve to prenio Hitleru, koji je sa svoje strane donio odluku o neopozivom i trenutnom isključenju Oswalda Freislera iz stranke. On je 1939. počinio samoubojstvo. 
Ipak, Guido Knopp navodi kako je Goebbels bio jedini nacistički čelnik sklon Freisleru. Prilikom jedne rasprave za okruglim stolom u Hitlerovom središtu, Goebbels je predložio Freislera za novog Ministra pravosuđa nakon što je Franz Gürtner preminuo 1941. Hitler je navodno na to odgovorio: "Taj stari boljševik? Ne!" Uwe Wesel donosi sličnu priču vezanu uz Hitlerov odgovor. Umjesto njega ministar je postao dotadašnji predsjednik Volksgerichtshofa Otto Georg Thierack, a Freisler će ubrzo preuzeti njegovo mjesto.

## Doprinos nacifikaciji zakona
U članku naslovljenom "Rasno-biološki zadatak u reformi Kaznenog zakona za maloljetnike", Freisler, tada još uvijek Državni tajnik pri Ministarstvu pravosuđa, tvrdio je da "strane rase, degenerirane rase i rasno neizlječive ili ozbiljno defektne maloljetnike" treba poslati u maloljetničke centre ili na preodgoj te ih odvojiti od onih koji su "Nijemci i rasno vrijedni."
Snažno je podržavao rigidne zakone protiv Rassenschandea kao rasnu izdaju. Godine 1933., Freisler je izdao pamflet kojim je pozivao na zabranu odnosa "miješane krvi" neovisno o "stranoj krvi", što je naišlo na velike kritike javnosti, a tada ga nije podržao ni Hitler. To je dovelo do sukoba s njegovim (tada) nadređenim ministrom Franzom Gürtnerom.
U listopadu 1939., Freisler je u sklopu "Dekreta o maloljetničkim izgrednicima", uveo pojam 'prijevremeni maloljetni kriminalac'. Taj je dekret "osigurao pravnu bazu za provedbu smrtne i zatvorske kazne nad maloljetnicima po prvi puta u njemačkoj pravnoj povijesti." U razdoblju od 1933. do 1945., sudovi u Njemačkoj osudili su na smrt najmanje 72 maloljetnika, među kojima i šesnaestogodišnjeg Helmutha Hübenera, koji je 1942. proglašen izdajnikom zbog distribuiranja antiratnih letaka.
"Dekret protiv nacionalnih parazita" iz rujna 1939. predstavio je pojam tip počinitelja, koji je korišten s još jednim nacističkim terminom, parazit. Usvajanje rasno-biološke terminologije prikazivalo je maloljetni kriminal kao parazitiranje, čime se implicirala potreba za oštrijom kaznom. Freisler je nove mjere opravdao ovako: "U ratu, promjena lojalnosti ne smije nailaziti na oprost već se mora dočekati s punom snagom zakona."

## PredsjedanjeVolksgerichtshofom
Dana 20. kolovoza 1942., Hitler je Otta Thieracka unaprijedio u Ministra pravosuđa, zamijenivši umirovljenoga Schlegelbergera, a Freislera postavio za njegovog nasljednika na čelu Volksgerichtshofa (Narodnoga suda). Još od 1934., otkad je utemeljen, sud je bio izvan ustavnih ograničenja i imao je jurisdikciju nad velikim brojem slučajeva među kojima je bilo crno tržište, usporavanje radova i defetizam. Na ove je zločine Freislerov sud gledao kao na Wehrkraftzersetzung (smanjenje obrambene sposobnosti) te su kao takvi kažnjavani izrazito oštro, dok je smrtna kazna bila jedna od češćih metoda. Sud je gotovo uvijek stao uz tužiteljstvo, čak i do te mjere da je blaćenje pred njim bilo ravno smrtnoj kazni. Kasnije, sud je dobio kontrolu nad znatno većim brojem slučajeva, čime je njegovo djelovanje postalo još brutalnije.
Freisler je predsjedao Prvim senatom Narodnog suda te je u jednoj osobi utjelovio uloge suca, porote i tužitelja. Isto tako, bio je i sudski zapisničar, čime je imao kontrolu nad svim spisima i optužnicama na sudu. Te je optužnice Freisler sastavljao sam na svoj poseban način, prema načelima onoga što je nazvao "nacional-socijalističkim kaznenim zakonom".
Tijekom Freislerova predsjedanja sudom, broj smrtnih kazni drastično je porastao: oko 90% svih optužnica završavalo je ili smrtnom kaznom ili doživotnim zatvorom, uz činjenicu da je velik broj tih presuda bio određen i prije početka samog procesa. U razdoblju od 1942. do 1945., doneseno je oko 5000 smrtnih presuda, među kojima ih je oko 2600 donio Prvi senat kojim je predsjedao Freisler. Tako je Freisler u tri godine predsjedanja sudom bio odgovoran za više smrtnih presuda nego svi ostali senati suda zajedno u njegovoj cjelokupnoj povijesti od 1934. do 1945. Freisler je u samo tri godine postao najozloglašeniji krvnik Narodnoga suda. Ubrzo je dobio status "Suca-krvnika", posebice nakon što je Hitler nakon pokušaja atentata od 20. srpnja 1944. odlučio kako će se upletenima suditi pred Narodnim sudom. Vezano uz taj slučaj, Hitleru je također bilo izrazito važno da se urotnicima "ne da vremena za previše priče": "Ali, Freisler će to već uspjeti. On je naš Višinski" - referirajući tako na ozloglašenog Staljinovog krvnika tijekom velikih čistki od 1936. do 1938.
Tijekom svih procesa na Narodnome sudu, Freisler je otvoreno pokazivao odanost Trećem Reichu i načelima nacizma. Kao fanatični nacist, želio je suditi "kao što bi sudio sam Führer". Za njega je narodni sud primarno bio "politički sud". Bio je poznat po tome što je često omalovažavao optužene, prekidao ih i bijesno vikao na njih. Također bio je i poznati pobornik spomenutog Andreja Višinskog, zloglasnoga sovjetskog suca te je navodno preslikavao njegovo ponašanje na sudu. Njegov najpoznatiji proces, onaj protiv sudionika Srpanjske urote, sniman je kamerom i uređajem za audio snimanje.
Dobar primjer njegova ponašanja na sudu je suđenje Ulrichu Wilhelmu, grofu Schwerin von Schwanenfeldu, jednome od sudionika Srpanjske urote. Tijekom procesa Freisler je u jednom trenutku počeo toliko glasno urlati da su tehničari i snimatelji imali velikih problema jer jednostavno nisu mogli snimiti optuženikove riječi. Isto tako, nekim su optuženicima oduzimani dijelovi odjeće (kravate, remeni), kako bi ih se dodatno demotiviralo. Zimmermann u svojoj knjizi donosi zapis sa suđenja:
Freisler: „Mora da ste imali posebno iskustvo u Poljskoj. Zar i upravo sada niste bili aktivni u Zapadnoj Pruskoj?“

Graf Schwerin: „Jesam.“

Freisler: „Vi ste, dakle, imali čast oslobađati vlastitu domovinu kao vojnik svog Vođe.“

Graf Schwerin: „Gospodine Predsjedniče, ono što sam ja u svom političkom iskustvu činio, uzrokovalo mi je mnogo problema, jer sam jako dugo radio za Nijemce u Poljskoj i iz tog sam vremena u praksi doživio kontinuirani kaos o odnosu prema Poljacima. To je...“

Freisler: „U svakom slučaju je taj kaos, nešto što možete prigovoriti nacizmu?“

Graf Schwerin: „Mislio sam na mnoga ubojstva...“

Freisler: „Ubojstva?“

Graf Schwerin: „Ona u Njemačkoj i izvan nje...“

Freisler: „Vi ste jedna bijedna hulja! Pucate li pod tim bezobrazlukom? Da ili ne, raspadate li se pod tim?“

Graf Schwerin: „Gospodine Predsjedniče!“

Freisler: „Da ili ne, želim jasan odgovor!“

Graf Schwerin: „Ne.“

Freisler: „Vi se više ne možete ni razbiti, Vi ste još samo hrpica bijede, koja ni pred samim sobom nema poštovanja.“
Graf Schwerin von Schwanenfeld je, kao i većina optuženih za Srpanjsku urotu, završio na vješalima.
Osim "Urotničkog procesa", Freisler je poznat i po vođenju montiranoga procesa protiv skupine Weiße Rose u veljači 1943. zbog kojeg su članovi Prvog senata morali iz Berlina doletjeti u München. Tijekom drugog procesa protiv iste skupine (travanj 1943.) Freisler je na samom početku urlao prema optuženicima govoreći kako nacizam za takve "izdajnike" uopće ne treba kazneni zakon. Kada mu je jedan od prisutnih šutke predao kopiju Kaznenog zakona, Freisler ju je gurnuo prema optuženičkoj klupi na kojoj su se optuženici morali braniti kako ih knjiga ne bi udarila po glavi.
Freislerov Narodni sud je djelovao i u Austriji, koja je od 1938. pod njemačkom upravom. U razdoblju od 1943. do 1945., Freisler je na smrt osudio 31 slovenskog i komunističkog pripadnika pokreta otpora.

## Smrt
Freisler je vodio ročište kada su se u subotu 3. veljače 1945. oglasile sirene koje su označavale početak američkog zračnog napada na Berlin. Tog je dana oko 1000 Boeinga B-17 (Flying Fortress) izbacilo 3000 tona bombi u onome što će postati najrazorniji zračni napad na Berlin ikad. Pogođene su zgrade Vlade i NSDAP-a, Reichskanzlei, središte Gestapa i Narodni sud.
Prema jednom izvještaju, Freisler je žurno završio proces i naredio da se optuženici odvedu na sigurno, no zastao je kako bi pokupio dnevne spise. Freisler je poginuo tako što je gotovo izravni udar na zgradu suda uzrokovao pad stupa u sudnici koji je pao na njega. Njegovo je tijelo prema izvještajima pronađeno ispod teškog stupa kako čvrsto drži spise koji su ga koštali života. Među njima su bili i oni pomoćnika Fabiana von Schlabrendorffa, kojemu se sudilo tog dana i koji je bio izgledan kandidat za smrtnu kaznu zbog upletenosti u Srpanjsku urotu.
Prema drugom izvještaju, Freislera "je ubio komad bombe dok je pokušavao pobjeći iz svoje sudnice u sklonište", te je "iskrvario na pločniku ispred Narodnog suda na berlinskoj adresi Bellevuestrasse 15".
Freislerova smrt je spriječila osudu i izvršenje smrtne kazne nad von Schlabrendorffom, koji će nakon rata postati sudac na Ustavnome sudu Savezne Republike Njemačke (Bundesverfassungsgericht).
Ipak, treća verzija govori kako je Freislera ubila britanska bomba koja je upala kroz krov sudnice dok je sudio dvama ženama koje su preživjele napad.
Jedan strani dopisnik je rekao kako "nitko nije žalio za njim." Luise Jodl, udovica generala Alfreda Jodla, prisjetila se nakon 25 godina od tog incidenta da je dok je radila u bolnici Luetzow u koju je donešeno Freislerovo tijelo jedan radnik rekao: "To je Božja presuda." Gospođa Jodl je dodala kako "na to nije odgovorio nitko od prisutnih."
Freisler je pokopan u obiteljskoj grobnici njegove supruge na groblju Waldfriedhof Dahlem u Berlinu. Ipak, kako bi se izbjegle posljedice njegova grobnica je neoznačena.

## Freisler u književnosti i filmu
Freisler se pojavljuje kao "fiktivni" sudac Freisler u romanu "Svatko umire za sebe" (Jeder stirbt für sich allein) Hansa Fallade iz 1947. godine. Godine 1943. sudio je i na smrt osudio Otta i Elise Hampel, čija je životna ispriča inspirirala Falladin roman.
Freisler se pojavio i kao lik u nekoliko filmova s tematikom nacizma, a glumili su ga: Rainer Steffen u njemačkome filmu Wannseekonferenz (1984.), Brian Cox u britanskome TV filmu Svjedok protiv Hitlera (1996.), Owen Teale u BBC/HBO-ovom filmu Urota (2001.), André Hennicke u filmu Sophie Scholl – zadnji dani (2005.) i Helmut Stauss u filmu Operacija Valkira (2008.).

## Vanjske poveznice
- Death of a Nazi Judge. New York Times. 17. prosinca 1994. Pristupljeno 10. kolovoza 2008.
- Director Jochen Bauer, Producer Bengt Muehlen. 18. ožujka 2010. The Top Secret Trial of the Third Reich, documentary. FIrst Run Features. Pristupljeno 18. ožujka 2010.